# Elin Eldebrink
Elin Eldebrink, född 4 januari 1988, är en svensk basketspelare och lagkapten i svenska landslaget. Hon spelar för den turkiska klubben Orduspor. Hennes moderklubb är Södertälje BBK, och hon har spelat i spanska klubbarna Rivas Ecópolis och MMT Estudiantes samt i franska klubbarna Tarbes och Charleville-Mézières. 

## Biografi
Bland Eldebrinks meriter finns en bronsmedalj vid basket-EM för U19 och ett VM-silver från U19-VM 2007. Efter en mycket kort sejour i den franska klubben Tarbes (där tvillingsystern Frida spelade) flyttade Eldebrink hösten 2008 till Madrid för spel i MMT Estudiantes. Laget klarade sig med knapp marginal kvar i den högsta divisionen Liga Femenina. Inför säsongen 2009/2010 skrev Eldebrink på för Rivas Ecópolis från samma stad, men fick en stressfraktur i foten och var borta från basket i ett år. 
Eldebrink skrev på för franska nykomlingen Charleville-Mézières inför säsongen 2010/2011, men återkom till Södertälje vid nyår 2011 och förde laget till första SM-guldet på 14 år. 
Eldebrink och barndomsvännen Louice Halvarsson skrev 2012 kontrakt med det italienska ligalaget Cagliari CUS på Sardinien. Inför säsongen 2013/2014 skrev Eldebrink på för franska nykomlingen ESB Villeneuve-d'Ascq.
Eldebrink var 2013 med om att ta svenska damlandslaget till dess första EM-slutspel på 25 år. I själva mästerskapet, i Frankrike 2013, slutade Sverige på en 7:e plats.
I maj 2017 blev hon turkisk mästare med laget Yakın Doğu. Tidigare under samma säsong hade laget dessutom vunnit Eurocup och den turkiska cupen.
Eldebrink är med i filmen DRIVE – När basket är som bäst, som släpptes på DVD i februari 2009.

### Familj
Eldebrinks är dotter till spjutkastaren Kenth Eldebrink och brorsdotter till ishockeyspelaren Anders Eldebrink. Liksom hennes tvillingsyster Frida spelar även äldre systern Sofia basket. 